# Liste der Monuments historiques in Songy
Die Liste der Monuments historiques in Songy führt die Monuments historiques in der französischen Gemeinde Songy auf.

## Liste der Immobilien
| Bezeichnung       | Beschreibung                     | Standort                 | Kennzeichnung | Schutzstatus | Datum | Bild           |
| ----------------- | -------------------------------- | ------------------------ | ------------- | ------------ | ----- | -------------- |
| Kirche St-Maurice | Ende des 12. Jahrhunderts erbaut | Place de l'Eglise (Lage) | PA00078865    | Classé       | 1931  | weitere Bilder |